# 托奇洛韋
47°46′19″N 29°44′51″E / 47.77194°N 29.74750°E
托奇洛韋（烏克蘭語：Точилове）是位於烏克蘭西南部的村莊，由敖德萨州波季利斯克区的阿南伊夫市鎮負責管轄。該村面積7.42平方公里，海拔高度127米，2001年人口1,181，人口密度每平方公里159.16人。